# Steins;Gate 0
Steins;Gate 0 (シュタインズ・ゲート ゼロ?, Shutainzu Gēto Zero) è una visual novel giapponese, sequel di Steins;Gate, parte della serie Science Adventure di 5pb. Più precisamente è un midquel, che narrativamente ha luogo sulla linea di universo β dopo che Rintarō ha fallito nel suo primo tentativo di salvare Kurisu, mostrando il percorso che lo porterà nel 2025 a comunicare con il sé stesso di allora.
Il videogioco è stato pubblicato in Giappone il 10 dicembre 2015 su PlayStation 3, PlayStation 4 e PS Vita, in concomitanza con la trasmissione di un episodio speciale dell'anime, il 23 β, che introduce la storia di Steins;Gate 0.
Un adattamento animato della visual novel, annunciato nel marzo 2015, è stato trasmesso dall'11 aprile al 26 settembre 2018, e in Italia è stato trasmesso in simulcast su VVVVID. L'11 marzo 2021 venne annunciato da Dynit che la serie sarebbe stata doppiata in italiano. L'edizione doppiata in italiano è stata pubblicata in home video il 30 giugno 2021 e su Netflix il 30 settembre successivo. Dal 4 luglio 2017 al 4 febbraio 2020 è stato inoltre pubblicato su Young Ace un adattamento manga. La serie è stata pubblicata in Italia da Edizioni BD sotto l'etichetta J-Pop l'11 novembre 2020 in unico box contenente tutti e sei i volumi.

## Trama
Rintarō Okabe non è riuscito a salvare Kurisu Makise, finendo invece per ucciderla.
Colto dalla disperazione, smette di comportarsi come "Kyōma Hōōin" e continua ad essere tormentato dai flashback della morte di Kurisu. I membri del laboratorio sono preoccupati per lui e, sotto consiglio di Mayuri, comincia un trattamento presso una clinica della salute. La sua vita torna ad essere stravolta quando, mentre stava aiutando ad un seminario universitario, incontra il professore e supervisore della ricerca di Kurisu, Alexis Leskinen, e la sua assistente, Maho Hiyajo. Kurisu ha lavorato nel loro stesso laboratorio all'Università Victor Chondria, studiando le intelligenze artificiali. Da loro viene a sapere del sistema "Amadeus", che può incamerare la memoria di un essere umano e creare una sua emulazione.
Così la vita di Rintarō cambia completamente quando Leskinen gli chiede di diventare un tester nell'interazione con Amadeus, permettendogli di entrare in contatto con le memorie di Kurisu raccolte nel sistema. Come tester Rintarō continua a parlare con "Kurisu" usando un'applicazione sul cellulare. Con il susseguirsi delle conversazioni, così com'era successo con la vera Kurisu, la loro relazione comincia a farsi più forte. Comunque non riesce a dimenticare l'angoscia che lo attanaglia. I membri del laboratorio festeggiano Natale e Capodanno e lo tengono su di morale: le ragazze si vestono da Babbo Natale e da miko.
Nel frattempo Daru frequenta Yuki Amane, la futura madre di Suzuha, incoraggiato proprio da Suzuha. Poi, mentre i membri del laboratorio sono riuniti, un misterioso gruppo mascherato con armi da fuoco attacca il laboratorio, e Rintarō è colpito dai ricordi delle numerose morti di Mayuri nella linea di universo α. Ora il microonde telefonico non esiste più, ma potrebbe esserci un altro motivo per cui una qualche organizzazione li sta prendendo di mira. Successivamente, mentre Rintarō è nel laboratorio, riceve una chiamata di Amadeus Kurisu che gli chiede aiuto.

## Percorso delTrue End
Il gioco presenta sei finali: i primi tre sono raggiungibili se Rintarō chiude il cellulare verso la fine del capitolo Closed Epigraph, mentre gli altri tre si sviluppano se il cellulare viene lasciato acceso. Il True End è, secondo l'ordine presente nella Clear List del gioco, il quarto finale, intitolato Milky-way Crossing, ottenibile dopo aver raggiunto in una precedente sessione di gioco il terzo finale, intitolato Promised Rinascimento. Dato che il finale Milky-way Crossing si ottiene ripercorrendo la strada che porta al quinto finale, intitolato Vega ed Altair, la trama canonica è rappresentata, nell'ordine, da:
1. La storia che sfocia nel finale Promised Rinascimento
2. La storia che sfocia nel finale Vega ed Altair
3. Il finale Milky-way Crossing

## Anime
Dal videogioco è stata tratta una serie televisiva anime omonima, prodotta da White Fox. Il videogioco è un sequel di Steins;Gate, che a sua volta è stato adattato in un anime da White Fox nel 2011. Mentre nel videogioco è possibile percorrere più percorsi, la trama dell'anime è lineare.
La serie è stata diretta da Kenichi Kawamura e scritta da Jukki Hanada, lo sceneggiatore dell'anime Steins;Gate. Tomoshige Inayoshi, un direttore dell'animazione degli episodi di Steins;Gate, ha adattato il character design dei personaggi di Huke per la trasposizione animata, Takeshi Kodaka è stato il direttore artistico. La musica è stata composta da Takeshi Abo, Nobuaki Nobusawa e Moe Hyūga. I doppiatori hanno ripreso i loro ruoli dai precedenti media Steins;Gate.

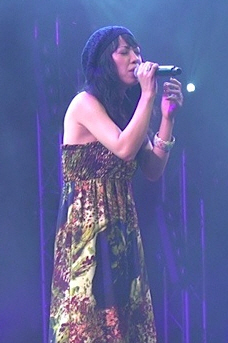
Kanako Itō ha creato la sigla di apertura, Fátima, come continuazione della sigla del primo anime Steins;Gate.

La sigla di apertura è Fátima (ファティマ?) di Kanako Itō. Le sigle finali sono Last Game di Zwei per la prima metà della serie e World-Line di Imai per la seconda metà; il primo episodio ha utilizzato come sigla finale Amadeus di Itō, dal videogioco Steins;Gate 0. Itō ha affermato che il testo di Fátima è una continuazione dei temi trattati in Hacking to the Gate, la sigla di apertura del primo anime Steins;Gate, ed è stato usato un ritmo veloce per rendere la sigla il più coinvolgente possibile.
L'anime è stato originariamente annunciato nel marzo 2015, insieme al videogioco Steins;Gate 0. Nel luglio 2017 vengono mostrati un trailer e un poster come parte dello "Steins;Gate World Line 2017-2018 Project", che include anche altri media basati sul gioco Steins;Gate 0; a questo punto, la serie era entrata in produzione. La serie, composta da 23 episodi, è andata in onda in Giappone tra il 12 aprile e il 27 settembre 2018. È stata trasmessa su Tokyo MX, TVA, KBS, SUN, TVQ, AT-X, BS11 e GYT, e pubblicata sul servizio di streaming giapponese Abema TV. La serie è stata trasmessa in simulcast da Crunchyroll al di fuori dell'Asia e dell'Australasia, da AnimeLab in Australia e Nuova Zelanda, da Aniplus Asia nel sud-est asiatico, e con doppiaggio inglese di Funimation negli Stati Uniti, Canada, Regno Unito e Irlanda il 30 aprile 2018. In Italia la serie è uscita in simulcast su VVVVID in versione sottotitolata, mentre l'edizione in italiano è stata pubblicata in home video da Dynit il 30 giugno 2021 e il 30 settembre successivo su Netflix. La serie è uscita in Blu-ray e DVD in Giappone dal 27 giugno al 21 dicembre 2018, l'ultimo dei sei volumi include un episodio aggiuntivo non trasmesso. Il 15 dicembre 2021 è stata annunciata una nuova versione dell'anime; quest'ultima viene ritrasmessa in Giappone dal 4 gennaio 2022 e per l'occasione sono presenti degli episodi inediti, i quali verranno anche inclusi nei cofanetti Blu-ray.

### Doppiaggio
| Personaggio     | Doppiatore giapponese | Doppiatore italiano |
| --------------- | --------------------- | ------------------- |
| Kurisu Makise   | Asami Imai            | Rachele Paolelli    |
| Mayuri Shiina   | Kana Hanazawa         | Eva Padoan          |
| Rintaro Okabe   | Mamoru Miyano         | David Chevalier     |
| Nae Tennoji     | Ayano Yamamoto        | Vittoria Bartolomei |
| Faris Nyan-nyan | Halko Momoi           | Emanuela Ionica     |
| Kaede Kurushima | Hina Kino             |                     |
| Katsumi Nakase  | Mariko Honda          |                     |
| Yugo Tennoji    | Masaki Terasoma       | Dario Oppido        |
| Judy Reyes      | Maya Nishimura        |                     |
| Kagari Shiina   | Megumi Han            | Alessandra Bellini  |
| Moeka Kiryu     | Saori Gotō            | Laura Lenghi        |
| Maho Hiyajo     | Sayuri Yahagi         | Giorgia Venditti    |
| Itaru Hashida   | Seki Tomokazu         | Paolo Vivio         |
| Alexis Leskinen | Yūji Ueda             |                     |
| Ruka Urushibara | Yuu Kobayashi         | Giulia Tarquini     |
| Suzuha Amane    | Yukari Tamura         | Valentina Favazza   |
| Yuki Amane      | Yukari Tamura         |                     |
| Akemi Okabe     | Yui Shoji             |                     |

### Episodi
| Nº            | Titolo italiano Giapponese 「Kanji」 - Rōmaji | In onda           | In onda           |
| Nº            | Titolo italiano Giapponese 「Kanji」 - Rōmaji | Giapponese        | Italiano          |
| 1             | L'anello mancante dell'annichilatore 「零化域のミッシングリンク」 - Rei-ka-iki no Misshingu Rinku | 11 aprile 2018    | 30 settembre 2021 |
| 1             | Sono trascorsi alcuni mesi da quando Okarin, viaggiando con la macchina del tempo insieme a Suzuha, ha cercato di salvare la vita a Kurisu, fallendo nel tentativo. Non sapendo come riuscire a salvare Kurisu, Okarin ha ripreso a frequentare l'università cercando di non pensare più a lei, nonostante Suzuha lo abbia avvertito che sulla linea temporale in cui Kurisu muore scoppierà la terza guerra mondiale. Il laboratorio di gadget futuristici è ora frequentato assiduamente soltanto da Daru, che tenta di capire come costruire una macchina del tempo, e da Suzuha, che vive là cercando però di non farsi notare troppo da Yuki, un'amica di Daru che dovrebbe diventare la futura madre di Suzuha. Una sera Okarin va a una conferenza organizzata dall'università, tenuta dal Dr. Leskinen e da Maho, sua assistente. Leskinen illustra un progetto di IA a cui sta lavorando, Amadeus, basato sulle ricerche di Kurisu, che prima di morire lavorava in America al laboratorio di Leskinen. |                   |                   |
| 2             | L'epigrafe della curva temporale chiusa 「閉時曲線のエピグラフ」 - Heijikyokusen no Epigurafu | 18 aprile 2018    | 30 settembre 2021 |
| 2             | Leskinen spiega che Amadeus può digitalizzare i ricordi umani e, per illustrarne il funzionamento, fa comparire su uno schermo un'intelligenza artificiale che ha le fattezze di Maho e che è il prodotto di una scansione della mente di Maho. Essa dialoga con il pubblico con la spontaneità della vera Maho, suscitando clamore. Al termine della conferenza Okarin parla di Kurisu con Maho e il Dr. Leskinen lo invita al loro laboratorio a Wakō per fargli conoscere un'altra intelligenza artificiale, basata sui ricordi che Kurisu aveva qualche mese prima di morire. Leskinen, interessato al fatto che Okarin conoscesse Kurisu, gli chiede poi di parlare con la versione Amadeus di Kurisu anche tramite videochiamata sul proprio cellulare, quando ne avrà voglia, per testare le reazioni di Amadeus Kurisu. Okarin si accorge presto che alcune reazioni emotive di Amadeus Kurisu sono identiche a quelle della tsundere che lui amava. |                   |                   |
| 3             | Il protocollo del vangelo duale 「双対福音のプロトコル」 - Sōtsui fukuin no Purotokoru | 25 aprile 2018    | 30 settembre 2021 |
| 3             | Mentre Okarin prende sempre maggior confidenza con Amadeus Kurisu, portandola a visitare Akihabara e il laboratorio di gadget futuristici, Mayuri organizza un party di Natale al laboratorio, con l'intento di fare un'allegra sorpresa a Suzuha. Al party partecipa anche Okarin, che porta con sé Leskinen e Maho. Suzuha, dopo un momento di esitazione, decide di divertirsi insieme agli altri. Nel bel mezzo della festa Okarin si assenta per rispondere a una chiamata di Amadeus Kurisu, con la quale parla ormai apertamente, senza nascondere le proprie emozioni. Maho lo interrompe, strappandogli lo smartphone di mano e ricordandogli che Kurisu, quella vera, è morta. Nello stesso momento Okarin sente vacillare la propria mente. |                   |                   |
| 4             | La solitudine del ciclo di perdita 「亡失流転のソリチュード」 - Bōshitsu ruten no Sorichūdo | 2 maggio 2018     | 30 settembre 2021 |
| 4             | Okarin viene scortato via da alcuni soldati, mentre la città è in fiamme, per raggiungere l'ufficio di un funzionario che desidera parlare con lui, ma arriva una chiamata sul suo smartphone e, appena risponde, Okarin si ritrova di nuovo al laboratorio, chiedendosi se sia stato tutto un sogno. Qualche giorno dopo Daru gli chiede di aiutare Suzuha a rintracciare una ragazza che era partita con lei dal futuro, ma che si è smarrita durante una tappa del viaggio nel tempo. Questa ragazza, Kagari Shiina, è stata adottata da Mayuri nel futuro, ma è fuggita da Suzuha dopo aver sentito una voce nella propria mente. Dato che la ricerca non sembra dare risultati, Daru chiede l'aiuto di una professionista, che si presenta al laboratorio mandando Okarin nel panico, dal momento che riconosce in lei Moeka. |                   |                   |
| 5             | La solitudine dell'astigmatismo 「非点収差のソリチュード」 - Hitenshūsa no Sorichūdo | 9 maggio 2018     | 30 settembre 2021 |
| 5             | Moeka riceve l'incarico di cercare Kagari e scopre che anche un altro gruppo di persone, di nazionalità straniera, la sta cercando. Maho chiede a Okarin se voglia rinunciare a utilizzare Amadeus, dato che ciò si sta rivelando traumatico per lui, ma questi preferisce proseguire la collaborazione. Negli stessi giorni giunge a Tokyo la Dr.ssa Reyes, una collega di Leskinen, la quale incontra Maho per strada facendole una sorpresa. Mentre Okarin è da solo al laboratorio di gadget futuristici, Ruka vi conduce una ragazza somigliante a Kurisu, che ha perso la memoria ed è ospitata al tempio di Yanabayashi, per chiedergli consiglio su come farle tornare i ricordi. Durante la conversazione arriva Mayuri e poi Suzuha: osservando Mayuri la ragazza sviene e Suzuha riconosce in lei Kagari. |                   |                   |
| 6             | L'eclissi dell'ordinamento orbitale 「軌道秩序のエクリプス」 - Kidōchitsujo no Ekuripusu | 16 maggio 2018    | 30 settembre 2021 |
| 6             | Kagari partecipa con Mayuri, Suzuha e Ruka alla celebrazione del capodanno secondo la tradizione shintoista, vestendosi come loro da miko presso il tempio di Yanabayashi, dove arrivano anche Okarin e altri amici, tra cui Yuki e Nae, per poi proseguire insieme i festeggiamenti al laboratorio di gadget. Yuki si congeda da loro perché ha un altro impegno, e in serata Mr. Braun si dirige al laboratorio per prendere sua figlia Nae. Maho, che sta festeggiando con Okarin e gli altri, riceve una chiamata inaspettata di Amadeus Kurisu, che dialoga piacevolmente con il gruppo e infine chiede di Okarin. In quel momento però la comunicazione si chiude improvvisamente ed irrompe al laboratorio una squadra di paramilitari che punta le armi contro i ragazzi. |                   |                   |
| 7             | L'eclissi della transizione vibrazionale 「振電遷移のエクリプス」 - Fuden sen'i no Ekuripusu | 23 maggio 2018    | 30 settembre 2021 |
| 7             | Gli aggressori, capitanati da una donna che ha il volto coperto da un casco, tentano di rapire Kagari, ma giunge Mr. Braun e li neutralizza, anche grazie all'aiuto di Suzuha che sferra un calcio contro la donna, che para il colpo con il polso e poi fugge via con gli altri. L'indomani Okarin si presenta da Mr. Braun e, raccontandogli quanto sa di lui grazie alle esperienze avute sulle altre linee di universo, lo convince a proteggere Kagari. Nel frattempo Yuki viene a sapere quanto successo in sua assenza e le amiche si accorgono che ha una fasciatura al polso. Mentre è al laboratorio di gadget con altri membri del gruppo, Okarin riceve una chiamata di Amadeus Kurisu, che gli chiede aiuto, e in quel momento la linea di universo cambia: il laboratorio ora è deserto e di fronte a lui c'è Kurisu in carne ed ossa. |                   |                   |
| 8             | La coppia antinomica 「二律背反のデュアル」 - Niritsuhaihan no Dyuaru | 30 maggio 2018    | 30 settembre 2021 |
| 8             | Okarin si rende conto di essere tornato sulla linea di universo α, a vari mesi di distanza dalla morte di Mayuri. In questo lasso di tempo Kurisu ha costruito un nuovo microonde telefonico, dopo che Okarin aveva fatto distruggere il prototipo originale. Appurato che Okarin ha compiuto un nuovo salto temporale, anche se involontario, Kurisu lo convince a inviare una D-mail nel passato per farlo tornare alla linea di universo β, obiettivo per cui lei stessa ha già creato il nuovo microonde telefonico. La D-mail, con scritto "non entrare", raggiunge Kurisu onde evitare che Okarin sia bloccato dal suo arrivo al laboratorio appena prima che egli prenda la decisione finale di salvare Mayuri a scapito della stessa Kurisu. In questo modo Kurisu arriva nel momento in cui la linea di universo è già cambiata e il futuro viene riscritto facendo tornare Okarin sulla linea di universo β, dove Mayuri è salva ma Kurisu non c'è più. |                   |                   |
| 9             | Pandora dell'eterno ritorno 「永劫回帰のパンドラ」 - Eigō kaiki no Pandora | 6 giugno 2018     | 30 settembre 2021 |
| 9             | Okarin si risveglia in ospedale, dove è ricoverata anche Fubuki, un'amica di Mayuri svenuta nello stesso istante di Okarin durante il cambio della linea temporale e che pensa di aver avuto un sogno mentre in realtà ha mantenuto i ricordi della linea di universo α. Appena Okarin viene dimesso, Suzuha lo fa venire sul tetto dove si trova la macchina del tempo e lo minaccia con la pistola per convincerlo a tornare nel passato, arrivando a sparargli di striscio al viso, ma Daru giunge a calmarla. Maho, che ha con sé un laptop appartenuto a Kurisu ma di cui non conosce la password, viene ospitata in casa di Faris dopo che la sua stanza d'albergo e il laboratorio a Wakō hanno subito un assalto. |                   |                   |
| 10            | Pandora della prova ontologica 「存在証明のパンドラ」 - Sonzai shōmei no Pandora | 13 giugno 2018    | 30 settembre 2021 |
| 10            | Dato che Maho è piuttosto disordinata, Okarin si offre di fare ordine e pulizia nell'appartamento insieme a Daru e Mayuri, seguendo le direttive di Nae, che in simili occasioni mostra il suo lato autoritario. Moeka si stabilisce intanto a casa di Faris per fare da guardia del corpo a Maho, e le tre ragazze organizzano fra loro un pigiama party. Leskinen fa sapere a Maho che Amadeus Kurisu è di nuovo funzionante e Okarin accetta di reinstallare il programma sul proprio cellulare. Maho si fa poi accompagnare da Okarin al Palazzo della Radio, per vedere dove è morta Kurisu, e gli confida di possedere il laptop appartenuto alla ragazza, al che Okarin la mette in guardia su come quei dati siano pericolosi per la pace nel mondo. |                   |                   |
| 11            | Pandora dell'oblio dell'essere 「存在忘却のパンドラ」 - Sonzai bōkyaku no Pandora | 20 giugno 2018    | 30 settembre 2021 |
| 11            | Maho porta Okarin dall'hacker a cui ha affidato il laptop, che si scopre essere Daru, il quale fa questo lavoro nel retro di un negozio. Okarin racconta tutta la verità a Maho e i tre decidono di distruggere il laptop, anche se Daru non è ancora riuscito a scoprirne i contenuti. Si va vivo però un gruppo di assalitori con caschi da motociclista, che accerchia i ragazzi fuori dal palazzo, così Okarin è costretto a consegnare loro il laptop, ma un gruppo di militari di un'altra fazione interviene distruggendo il laptop per poi dileguarsi. Okarin riaccompagna Maho da Faris e la consola. Qualche giorno dopo Maho riparte per l'America con Leskinen e si interrompe così anche l'esperienza di Okarin con Amadeus Kurisu. |                   |                   |
| 12            | Mamma Oca della mutua ricorsione 「相互再帰のマザーグース」 - Sōgosaiki no Mazā Gūsu | 27 giugno 2018    | 30 settembre 2021 |
| 12            | Kagari sviene sentendo una canzone cantata da Mayuri, avendo l'impressione di averla già sentita prima di perdere la memoria. Okarin indaga allora sull'origine della canzone, che potrebbe fornire indizi sul passato di Kagari. Mayuri dice di averla sentita da Suzuha, che l'ha sentita da Yuki, che a sua volta l'ha sentita dalla madre di Okarin, la quale spiega di averla sentita da Okarin quand'era ancora un ragazzino. Okarin non ricorda la canzone, ma quando passa con Mayuri nella zona dove entrambi abitano, Kagari riacquisisce parte della propria memoria, ricordandosi che aveva cantato lì quella canzone mentre stava fuggendo un'organizzazione che la teneva prigioniera. Okarin quindi l'aveva sentita da lei, che l'aveva imparata da Mayuri nel futuro. Kagari ricorda inoltre che Mayuri è sua madre. |                   |                   |
| 13            | Mamma Oca del recitativo diffrattivo 「回折叙唱のマザーグース」 - Kaisetsu joshō no Mazā Gūsu | 4 luglio 2018     | 30 settembre 2021 |
| 13            | Kagari, felice di essersi riunita a sua madre, ha recuperato i ricordi di quand'era bambina, ma con un vuoto dal momento in cui si è separata da Suzuha e alcune incongruenze rispetto a quello che ricorda Suzuha. Okarin ne parla con Mr. Braun, secondo cui la mente di Kagari potrebbe essere stata manipolata tramite un lavaggio del cervello operato da specialisti. Mayuri organizza un party per Kagari, mentre Okarin indaga con Moeka sul luogo dove Kagari era stata ritrovata. Fra le montagne i due individuano un edificio abbandonato dove Kagari pare essere stata tenuta prigioniera. Nel frattempo la ragazza, che si stava recando al party in suo onore, sente una musica di Mozart per strada che fa scattare qualcosa nella sua testa, così non può fare a meno di tornare dall'organizzazione che la teneva prigioniera. |                   |                   |
| 14            | Il riconoscimento del limite elastico 「Dansei genkai no Rikogunaizu」 - 弾性限界のリコグナイズ | 18 luglio 2018    | 30 settembre 2021 |
| 14            | Sono trascorsi alcuni mesi da quando Kagari è nuovamente scomparsa e l'estate è alle porte. Suzuha e Daru chiedono a Maho, che è in America, di aiutarli a ripristinare la macchina per il salto temporale. Mentre Suzuha è da sola, Kagari entra nel laboratorio con intenzioni ostili. Dopo essersi difesa e averla messa in fuga, Suzuha capisce che Kagari aveva subito un lavaggio del cervello già prima di salire con lei sulla macchina del tempo e che il responsabile è un professore che nel futuro combatte contro la fazione di Suzuha. Maho, dopo aver riflettuto sul rapporto che la legava a Kurisu, simile a quello tra Mozart e Salieri (il rivale invidioso, in cui Maho si identifica), torna a Tokyo in aereo, superando il suo complesso verso Kurisu. |                   |                   |
| 15            | Il riconoscimento dell'asintoto 「漸近線のリコグナイズ」 - Zankinsen no Rikogunaizu | 25 luglio 2018    | 30 settembre 2021 |
| 15            | Suzuha è preoccupata per gli scarsi progressi di Daru nell'instaurare una relazione sentimentale con Yuki, così coinvolge Faris, Mayuri e le altre in un piano per farlo apparire come un giovane navigato, sicuro di sé e dai modi raffinati. Tuttavia Yuki non gradisce i cambiamenti che vede in Daru, mostrando di preferire il solito Daru che si comporta da otaku impacciato. Dopo averlo capito, Daru riesce a esprimere alla ragazza i propri sentimenti, proponendole di passare il resto della vita ad essere insieme appassionati di cultura moe, e Yuki accetta. Suzuha piange per la commozione e abbraccia Yuki, prima di tornare a pensare alla propria missione, mentre Kagari osserva interdetta la scena da lontano. |                   |                   |
| 16            | Altair del punto all'infinito 「無限遠点のアルタイル」 - Mugen'en-ten no Arutairu | 1º agosto 2018    | 30 settembre 2021 |
| 16            | Mentre Maho e Daru lavorano alla costruzione di una nuova macchina per il salto temporale, Okarin passa per caso al laboratorio e scopre cosa stanno facendo, arrabbiandosi con entrambi, in particolare con Maho, tanto che per difenderla Daru dà un pugno in faccia a Okarin, ordinandogli di scusarsi con lei. Dopo una breve pausa Okarin e Maho riprendono a discutere, ma la ragazza non riesce a convincere Okarin a collaborare con loro per raggiungere, attraverso i viaggi temporali, una linea d'universo in cui sia Mayuri sia Kurisu sopravvivano. Uscito dal laboratorio, Okarin incontra Mayuri, che gli confida di essere pentita di non averlo spronato a insistere dopo il suo fallito tentativo di un anno prima di salvare Kurisu. |                   |                   |
| 17            | Altair del piano iperbolico 「双曲平面のアルタイル」 - Sōkyoku heimen no Arutairu | 8 agosto 2018     | 30 settembre 2021 |
| 17            | Passato ormai un anno dal primo tentativo, Suzuha è pronta a tornare nel passato da sola per cercare di salvare Kurisu. Daru le compra dei dolci come regalo d'addio e nel momento del commiato sono presenti al laboratorio anche Maho e Mayuri, che coglie l'occasione per farsi raccontare i dettagli a lei ignoti su quanto accaduto un anno prima. Alla fine Mayuri chiede a Suzuha di poter venire con lei, ma non per tornare al giorno in cui muore Kurisu, bensì a quello in cui Okarin rinuncia a salvarla, e Suzuha accetta. Di fronte alla macchina del tempo Okarin tenta di dissuadere Mayuri, senza riuscirci. Poco dopo compaiono un gruppo di militari per sequestrare la macchina del tempo; Suzuha combatte ferocemente contro di loro, ma non riesce a proteggere Mayuri, che viene colpita alla testa. Kagari, che aspettava nell'ombra, esce allo scoperto vedendo sua madre a terra. |                   |                   |
| 18            | Altair della simmetria traslatoria 「並進対称のアルタイル」 - Heishin taishō no Arutairu | 15 agosto 2018    | 30 settembre 2021 |
| 18            | Kagari uccide brutalmente tutti i soldati rimasti, ma rimane a sua volta gravemente ferita. Mayuri, che era stata colpita solamente di striscio, si rialza. Nel frattempo compare Leskinen, che rivela di far parte di Stratfor e che è stato il sé stesso del futuro a fare il lavaggio del cervello a Kagari per metterla al proprio servizio nel passato. Suzuha riesce ad eliminare i nuovi soldati arrivati a rinforzo e a rendere inoffensivo lo stesso Leskinen, ma giungono dal cielo due velivoli militari di differenti organizzazioni e uno di essi distrugge con un missile la macchina del tempo, con a bordo Suzuha e Mayuri, un istante prima del viaggio nel passato. Okarin raggiunge sconvolto il laboratorio con l'intenzione di usare la macchina per il salto temporale, che però non è ancora completa; mentre si dispera trova sul proprio cellulare un'e-mail che Mayuri gli aveva scritto dopo aver deciso di andare nel passato e in cui confessa di amarlo. |                   |                   |
| 19            | Altair delle coordinate cicliche 「循環座標のアルタイル」 - Junkan zahyō no Arutairu | 22 agosto 2018    | 30 settembre 2021 |
| 19            | Maho e Daru completano la macchina per il salto temporale grazie all'aiuto di Okarin, che dunque torna nel passato per salvare Mayuri, Suzuha e Kagari. Arrivato di fronte alla macchina del tempo mentre Suzuha e Mayuri si accingono a partire, Okarin sceglie di non fermarle e le due ragazze apprendono da lui che bisogna fare in fretta, prima che giungano i soldati. Tuttavia la partenza viene ostacolata dall'arrivo della Dr.ssa Reyes, appartenente alla DARPA. Okarin la immobilizza, ma arriva anche Kagari assieme a Leskinen, in largo anticipo rispetto a quanto immaginasse Okarin. Leskinen uccide Reyes e ordina a un elicottero di sparare, così si ripete la scena del missile che colpisce la macchina del tempo con dentro Mayuri e Suzuha. Okarin torna al laboratorio per ripetere il salto temporale. |                   |                   |
| 20            | Il Rinascimento del giuramento solenne 「盟誓のリナシメント」 - Meisei no Rinashimento | 5 settembre 2018  | 30 settembre 2021 |
| 20            | Okarin si risveglia nel 2036. Daru gli spiega che all'epoca non era più riuscito a effettuare un salto temporale che gli permettesse di salvare Mayuri e che fino al 2025 aveva combattuto contro Stratfor, ma poi era stato catturato e la sua mente era rimasta irrimediabilmente compromessa in seguito alle torture subite. Negli ultimi undici anni Ruka e Faris si sono presi cura del suo corpo, dopo averlo salvato da Stratfor, ma si è potuto risvegliare solo nel 2036 grazie al fatto che Daru ha trovato i dati dei suoi ricordi del 2011 e li ha riscritti sulla sua mente. Dopo aver ricevuto queste spiegazioni, Okarin va con Daru ad aiutare Ruka e Faris, che sono caduti in un'imboscata, ma Ruka viene ferito per coprire la fuga a Faris e muore tra le braccia di Okarin. Una volta tornato al rifugio e aver ricevuto ulteriori spiegazioni da Maho, Okarin decide di usare di nuovo la macchina per il salto temporale. |                   |                   |
| 21            | Il Rinascimento della formazione d'immagini 「結像のリナシメント」 - Yuizō no Rinashimento | 12 settembre 2018 | 30 settembre 2021 |
| 21            | Compiendo tremila salti temporali consecutivi, Okarin riesce, grazie al supporto costante dei suoi amici e di Amadeus Kurisu, a tornare al giorno del 2011 in cui Mayuri e Suzuha salgono sulla macchina del tempo. Una volta compiuto l'ultimo salto temporale, rinasce in lui Kyōma Hōōin, pronto a mettere in atto un elaborato piano affinché la partenza di Mayuri e Suzuha abbia successo e dia così vita all'Operazione Arc Light. Con l'obiettivo di riuscire a salvare anche Kagari, insieme a Daru e Maho vengono coinvolti Faris, Ruka, Mr. Braun e Moeka. Ma prima che il piano abbia l'effetto sperato, ancora una volta un elicottero riesce a sparare un missile contro la macchina del tempo. |                   |                   |
| 22            | Il Rinascimento del progetto 「投企のリナシメント」 - Tōtaku no Rinashimento | 19 settembre 2018 | 30 settembre 2021 |
| 22            | Okarin salta nuovamente indietro nel tempo a prima del giorno fatidico. Consultandosi con Daru e Maho, giunge alla conclusione che per evitare la distruzione della macchina del tempo occorra impedire ai servizi segreti russi di entrare in contatto con Amadeus Kurisu. È la stessa Amadeus a convincere Okarin, che però si è affezionato a lei ed è quindi esitante, che sia necessario per il bene del mondo cancellare la sua esistenza. Viene perciò inviata una D-RINE, ovvero una D-mail che non può essere intercettata dal SERN, al Daru del passato contenente la chiave di accesso per eliminare Amadeus al momento della sua nascita. In quel momento, la linea di universo cambia. |                   |                   |
| 23            | L'arco di luce del punto all'infinito 「無限遠点のアークライト / 交差座標のスターダスト」 - Mugen'en-ten no Ākuraito / Kōsa zahyō no Sutādasuto | 26 settembre 2018 | 30 settembre 2021 |
| 23            | Nonostante Amadeus non esista più, Maho è ancora al laboratorio di gadget. Okarin le parla, poi raggiunge il Palazzo della Radio dove si trova la macchina del tempo, e grazie all'aiuto di Moeka riesce a mettere fuori combattimento Leskinen. Nel frattempo sul tetto Kagari combatte contro Suzuha per evitare la partenza di Mayuri (col rischio di non poterla più reincontrare), ma alla fine decide di lasciarle partire. Okarin osserva la partenza della macchina del tempo, mentre Leskinen, rialzatosi, ordina a un elicottero di sparare, ma questa volta il missile non fa in tempo a colpire l'obiettivo. Nel 2010 Mayuri, senza uscire dalla macchina del tempo per evitare un paradosso temporale, chiede al telefono alla sé stessa di allora di non lasciare che Okarin si abbatta e perciò poco dopo la sua controparte dà uno schiaffo a Okarin per spronarlo. Nel 2025 Okarin prepara il videomessaggio per il sé stesso del 2010 e poi parte con una nuova macchina del tempo per andare a recuperare Suzuha e Mayuri che, a causa della mancanza di carburante, erano state catapultate in un'altra epoca. Okarin riesce a trovarle e salvarle. |                   |                   |
| 24 (speciale) | Valentino del polimorfismo cristallino 「結晶多形のヴァレンティヌス」 - Kesshō takei no Vārentinusu | 20 dicembre 2018  | 30 settembre 2021 |
| 24 (speciale) | Ambientato cronologicamente prima dell'episodio 14, questo speciale mostra le ragazze della serie intente a preparare dei cioccolatini per San Valentino. Suzuha si chiede a chi Kagari voglia regalarli, preoccupata che possa essersi innamorata di Okarin. I cioccolatini vengono preparati con largo anticipo, e ne vengono ritrovati molti fra gli effetti personali di Kagari dopo la sua scomparsa; si scopre così che Kagari ne aveva preparati per tutti, per ringraziarli dell'aiuto che aveva ricevuto. Intanto Maho, tornata in America, ricorda di quando l'anno prima aveva ricevuto dei cioccolatini da Kurisu in segno di amicizia, e viene mostrato che nel luogo in cui Kurisu è stata uccisa Maho le ha lasciato simbolicamente dei cioccolatini per contraccambiare. |                   |                   |